# Vaga de fam

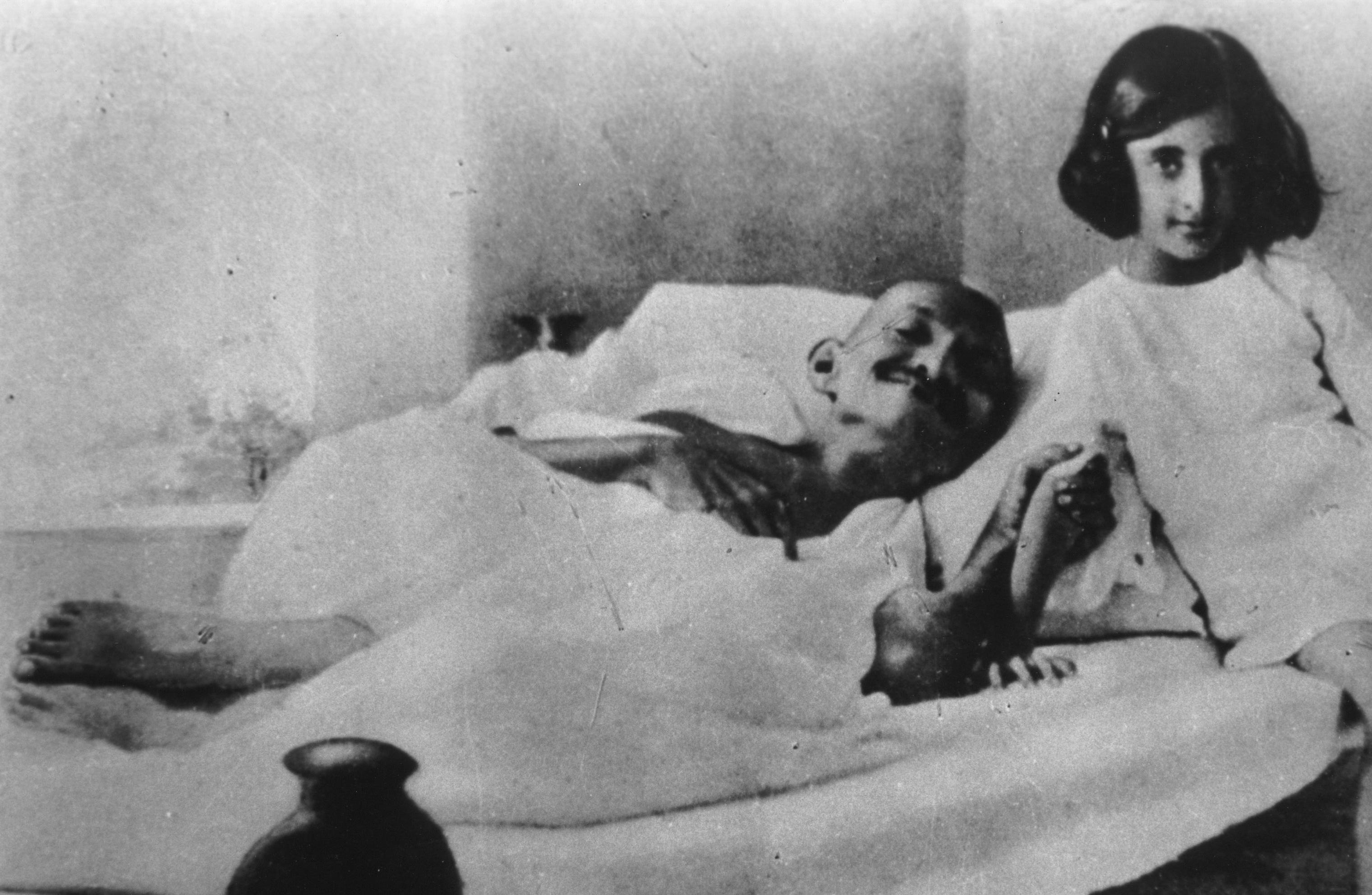
Vaga de fam de Mahatma Gandhi.

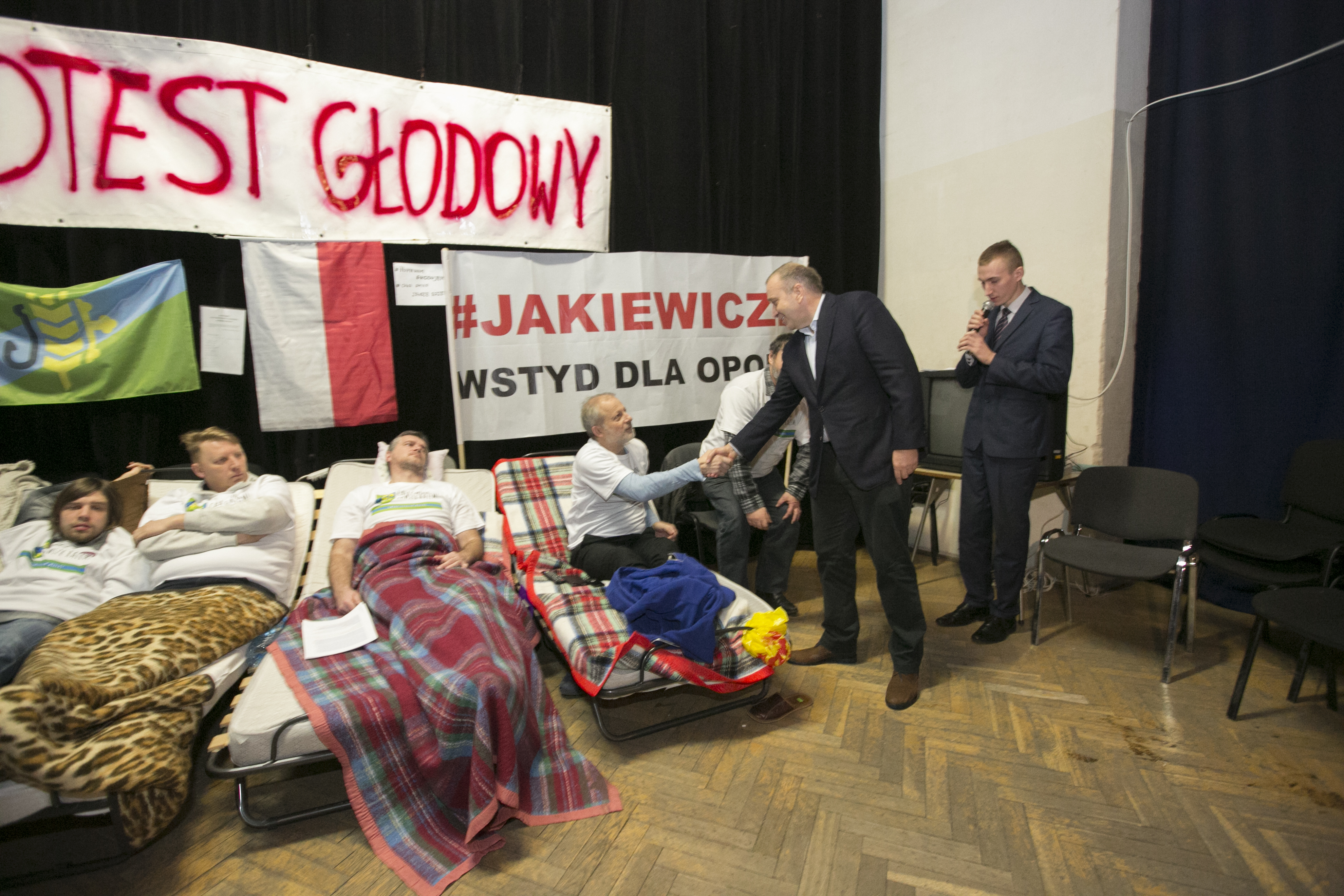
Vaga de fam a Polònia

La vaga de fam és un tipus de dejuni utilitzat per a atreure l'atenció de manera extrema contra les injustícies o per obtenir diverses reivindicacions, polítiques, socials o d'altres. És una eina de lluita no-violenta, que consisteix a renunciar a qualsevol classe d'alimentació per reivindicar el compliment d'algun dret, eliminar regles o normes considerades il·legítimes pel subjecte vaguista. L'utilitzen sovint aquells que consideren que és llur única manera de ser escoltats, com per exemple els presoners o, darrerament a Europa, els immigrants sense papers que volen obtenir un permís de residència.

## Descripció

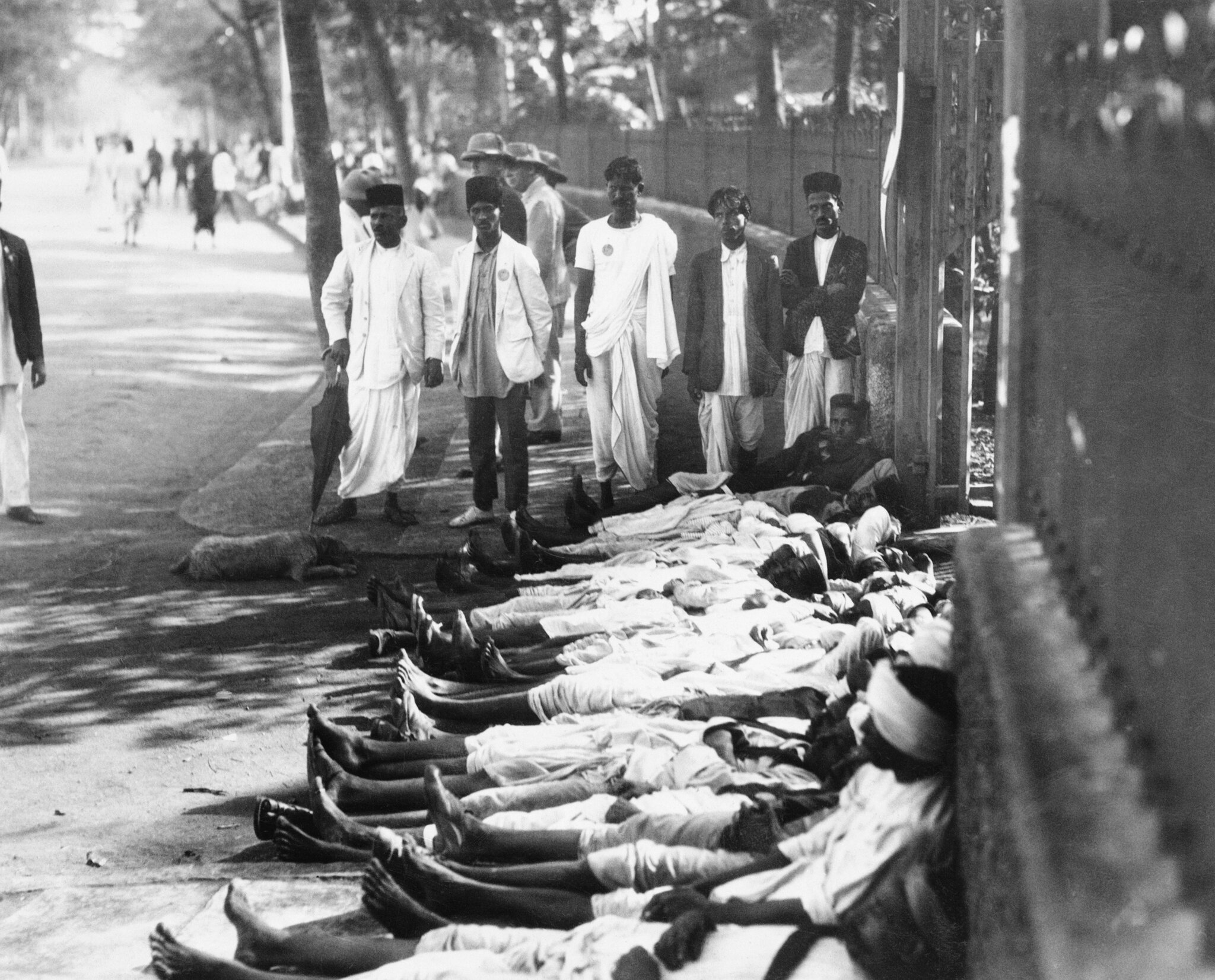
Treballadors indis en vaga de fam en suport de Gandhi el 1930.

Una vaga de fam no és res més que l'abstinència d'aliments que s'imposa a si mateixa una persona, en forma voluntària mostrant d'aquesta manera la seva decisió de morir si no aconsegueix el que pretén. Aquesta actitud sol venir determinada pel desig de posar en evidència una situació d'injustícia o descontent, que és ben coneguda pel cercle intern del vaguista i per ell mateix, que sol comptar amb evidències que demostren aquests atropellaments al seu interès personal, familiar, professional o polític, i amb la vaga de fam pot donar-les a conèixer als mitjans i al gran públic. El causant és algú que sol tenir un interès públic, privat o personal amb poder sobre el vaguista, que veu la vaga com una agressió als seus interessos econòmics, patrimonials o polítics, i pretén defensar els seus interessos a costa de no cedir a la reivindicació de l'individu o grup en vaga de fam.
Una variant de la vaga de fam, és el dejuni, que consisteix en una restricció alimentaria per un període breu prefixat, a diferència de la vaga de fam, que per definició és per temps indefinit, el dejuni, encara que no es digui si és renovable i de durada indefinida, perquè també, sota certes circumstàncies, amb augment de la pressió social (p.e.), pot escalar cap a una vaga de fam.
Normalment, durant una vaga de fam s'ingereix aigua, cosa que permet allargar el dejuni. L'actuació mèdica davant la vaga de fam política és delicada i diversa, variant des de forçar l'alimentació del vaguista per sonda gàstrica fins a respectar la voluntat del vaguista.
Pot tenir una durada determinada o ser il·limitada, en el segon cas el desenllaç final serà la mort per inanició que sobrevindrà entre els 60 i 90 dies del començament. Hi ha una declaració de Malta de l'AMM sobre les Persones en Vaga de Fam:
| «                                                                 | El metge ha de respectar l'autonomia de la persona (...) Tota decisió perd força moral si es pren involuntàriament sota amenaces, pressió o coerció dels parells. No s'ha d'obligar a les persones en vaga de fam a ser tractades si ho rebutgen. L'alimentació forçada contra un rebuig informat i voluntari és injustificable. L'alimentació artificial amb el consentiment explícit o implícit de la persona en vaga de fam és acceptable èticament i pot evitar que la persona arribi a un estat crític. | » |
| — Declaració de Malta de l'AMM sobre les Persones en Vaga de Fam. | |   |

## Involucrats

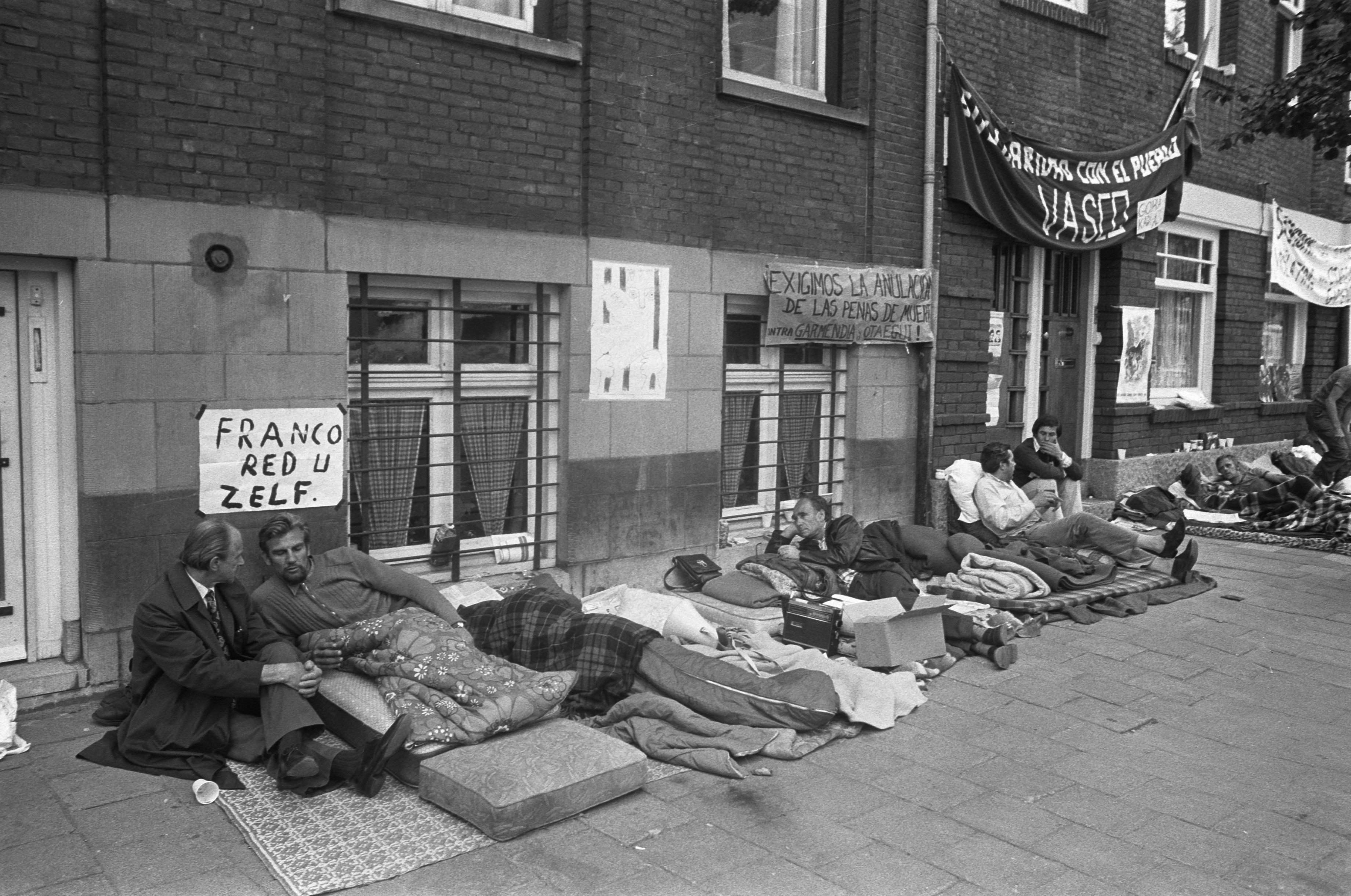
Vaga de fam a Amsterdam, contra la pena de mort del règim de Franco.

Aquest tipus de vagues estarà constituït generalment pels següents participants involucrats:
1. Els vaguistes, que són els emergents d'un grup social que integra la unitat significativa de protesta o reivindicació de la causa o interès al qual desitgen vèncer amb aquest mètode de pressió social. Normalment hi sol haver un grup de suport, que és un grup de persones que voluntàriament i d'una forma responsable, està disposada a col·laborar en el bon desenvolupament dels fets. Aquest grup pot sorgir del mateix àmbit que els vaguistes (companys de treball, militants socials, etc.), però de vegades sorgeix de grups simpatitzants, com el cas de la vaga de fam feta a Amsterdam i altres llocs, el 2 de setembre de 1975, contra la pena de mort del règim de Franco.[6] El grup de suport és el responsable del manteniment de la infraestructura, comunicacions dels vaguistes, o altres necessitats puntuals afins a la causa dels vaguistes.[7]
2. L'equip tècnic. És condició imprescindible que sigui interdisciplinari (auxiliars d'infermeria, assistents socials, dietistes, metges i psicòlegs). Aquest grup, de vegades manca, amb dificultats per organitzar-lo.[8]
3. L'interès per pressionar. Aquest és l'objectiu dels vaguistes si aquest mateix és variat, ja que és contra qui va dirigit l'atac social resultant d'aquesta acció de protesta, pot ser una empresa, una organització, societat, una entitat governamental o privada amb qualsevol fi laboral, mercantil o en funcions d'un poder conferit per diferents circumstàncies i fets.

## Aspectes fisiològics
Durant l'evolució de la vaga de fam se succeeixen de la mateixa manera que estant en dejú tres fases:
1. Primera fase: consum principal dels hidrats de carboni gastats de la reserva d'energia.
2. Segona fase: consum principal dels greixos
3. Tercera fase: consum greu de proteïnes

### Primera fase (primer dia)

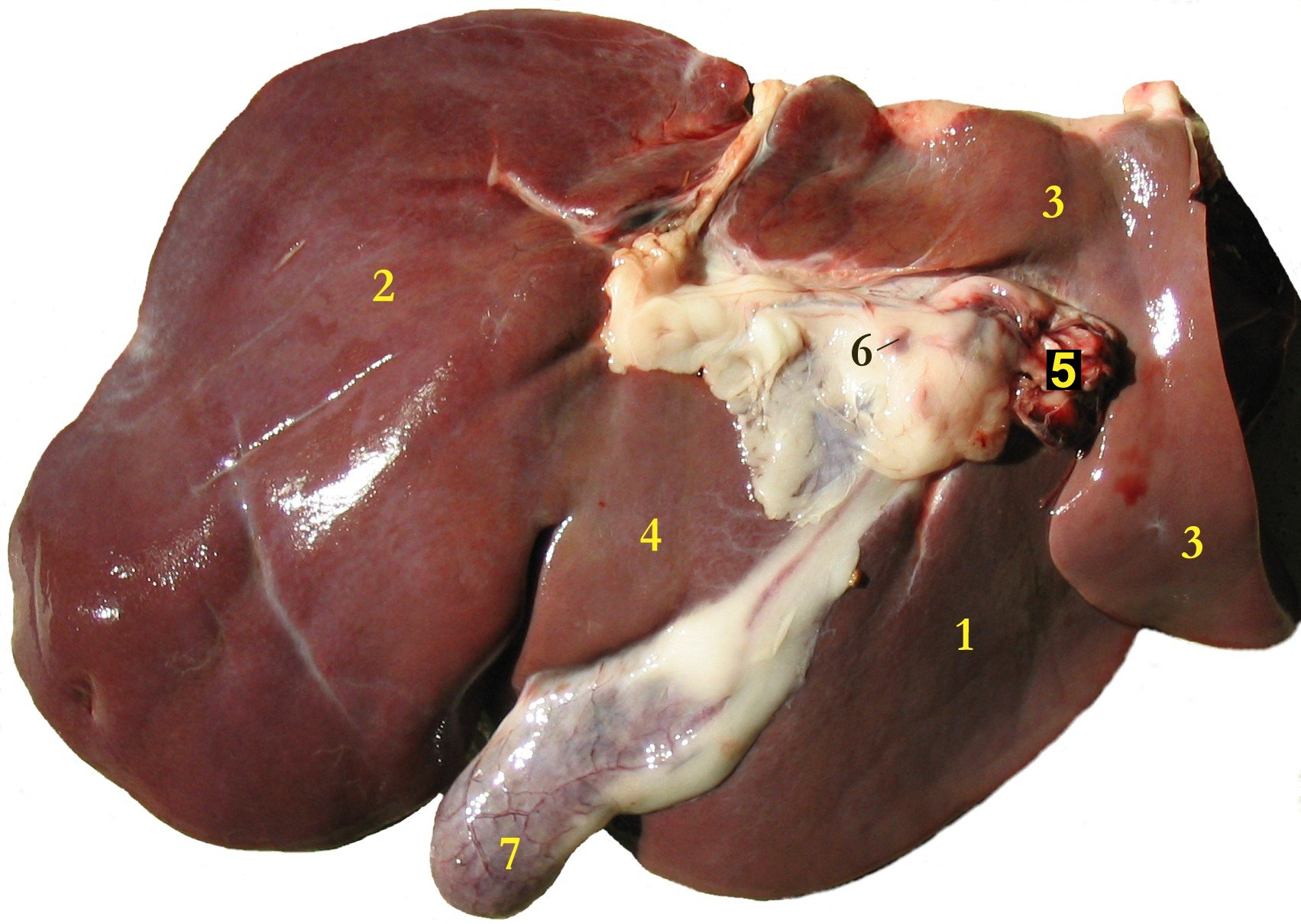
Fotografia d'un fetge, un dels llocs d'on es consumeixen les reserves de glucosa a partir del primer dia

La primera fase del dejuni o vaga de fam dura aproximadament un dia i mig. En aquesta fase es consumeixen les reserves de glucosa emmagatzemades al fetge i en els músculs. La reserva de glucosa per a un home de característiques: (70 kg de pes i 1,74 m d'alçada) és d'uns 300 grams el que equival a unes 1.200 kcal (ja que s'obtenen unes 4 kcal/g de la combustió d'1 g de glucosa).
Hi ha dos objectius principals en les primeres fases del dejuni:
- el manteniment de la glucosa per al cervell
- el manteniment de les proteïnes

Durant els dos primers dies es consumeix la glucosa circulant i la glucosa hepàtica emmagatzemada en forma de glicogen, així com la glucosa muscular. La glucèmia disminueix als dos o tres dies per començar a utilitzar: els greixos, els àcids grassos i els cossos cetònics.
El glucogen necessita una gran quantitat d'aigua per a emmagatzemar-se, així per emmagatzemar 1 gram de glucogen muscular es necessiten 4 g d'aigua, per tant es tracta d'un tipus d'energia a utilitzar i consumir en casos de necessitat com és el dejuni hídric. Com que es necessita tanta aigua per dipositar a escala intracel·lular un gram de glucogen, només s'obtenen una o dues quilocalories. Totes aquestes dades porten a la conclusió que la glucosa emmagatzemada en l'organisme, sigui com a tal o com a glucogen, es consumeix ràpidament. Així que, els hidrats de carboni emmagatzemats són insuficients a nivell energètic. El glucogen muscular pot proporcionar energia per a unes 12 hores.
La glucèmia baixa durant els primers dies de 10 a 15 mg i la cèl·lula beta del pàncrees deixa d'alliberar insulina. El descens de la insulina pot fer que el múscul alliberi proteïnes, principalment aminoàcids com l'alanina necessaris per a la gluconeogènesi, obtenint-180 g de glucosa, 140 dels quals es transformen en CO₂ i H₂O dins l'àmbit cerebral. Uns 36 g es reciclen amb la glicòlisi anaeròbia (hematies, leucòcits, medul·la òssia i renal) arribant a piruvat i lactat tornant a formar glucosa pel cicle de Cori. En aquest cicle de Cori es converteixen dues molècules de lactat en glucosa, utilitzant l'energia hepàtica de l'oxidació del greix i evitant així la gluconeogènesi a partir de les proteïnes.

### Segona fase (+ de 5 dies)

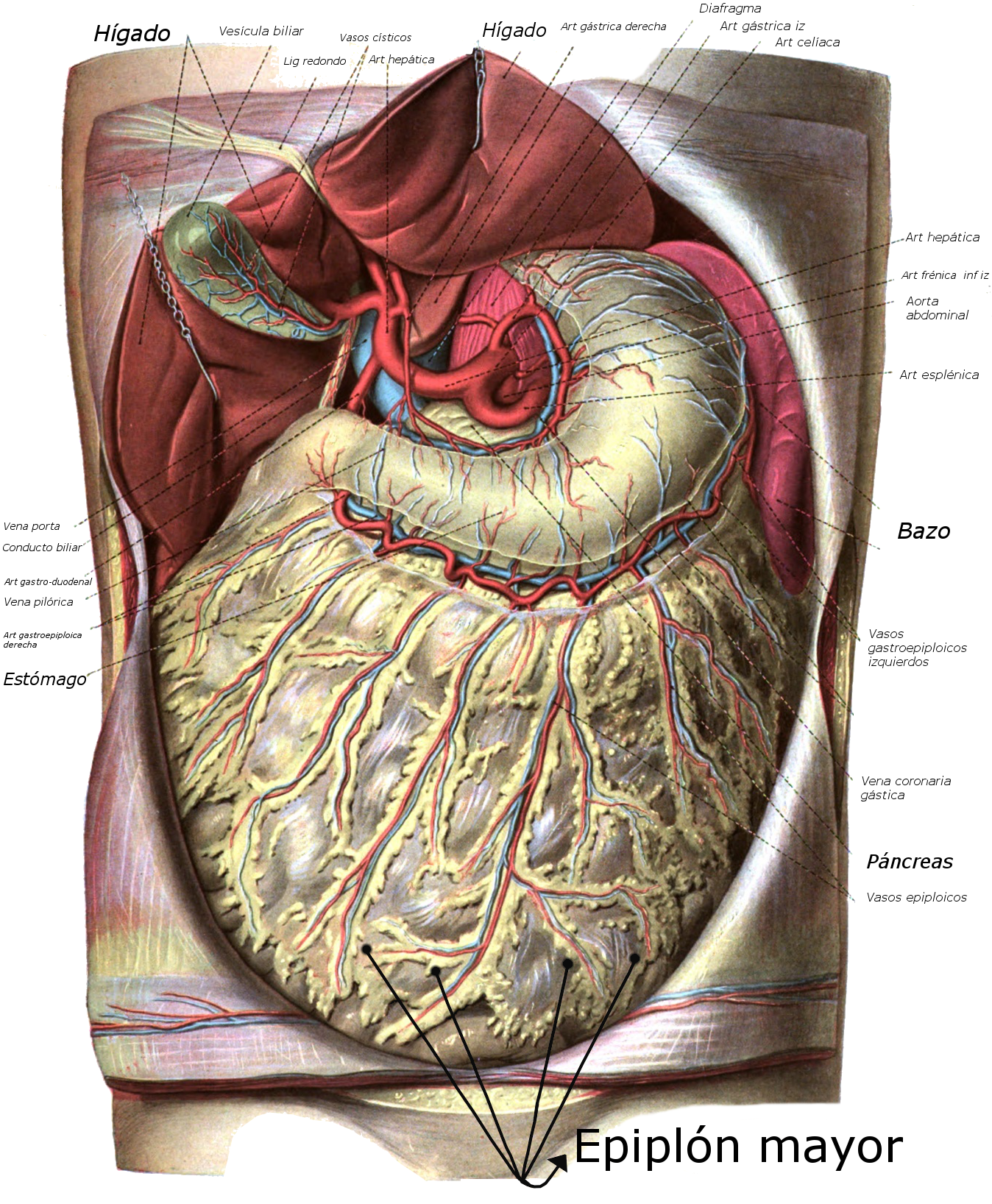
Dibuix de l'epipló, un dels llocs d'on es consumeix el greix a partir del 5è dia

En aquesta segona fase, que es produeix a partir del cinquè dia aproximadament, l'organisme passa de consumir les reserves de glucosa i glucogen del fetge i músculs, a consumir els greixos emmagatzemats a diferents parts del cos. A l'organisme humà hi ha aproximadament uns 10-11 kg de greixos que aporten a partir de 9 kcal/g (aprox. unes 100.000 kcal), i poden durar fins més de 40 dies. L'epipló, el greix perirenal i el teixit subcutani constitueixen la reserva energètica més important i estan disponibles per a tal fi.
Així, es segueix amb les dues vies d'obtenció d'energia:
1. combustió total de glucosa, com passa en el cervell
2. la glicòlisi anaeròbia, com passa en els hematies, i els àcids grassos lliures i cossos cetònics en la resta de l'organisme

Entre la fase primera i la segona fase del dejuni si es perden algunes proteïnes musculars no ha de ser de forma excessiva perquè els fets demostren que no es perd una quantitat important de massa muscular, fins i tot amb dejunis de dues o tres setmanes.
Els cossos cetònics que són productes de la degradació dels greixos en aquest moment poden ser també utilitzats per a la generació d'energia arribant a aportar dues terceres parts de l'energia total que necessita el cervell, aquest procés passa al cap de les 2 setmanes de vaga i el consum d'aquests cossos explica el mal alè així com la mala olor de l'orina.
En aquesta fase comencen a fer-se malbé òrgans importants com el fetge i els ronyons i un cop s'arriba a la setmana de dejuni, l'acidosi afecta la funció del cor empitjorant la circulació i el cervell comença a tenir fallades per la falta de reg sanguini, perdent algunes de les seves funcions.

### Tercera fase (+ de 20 dies)

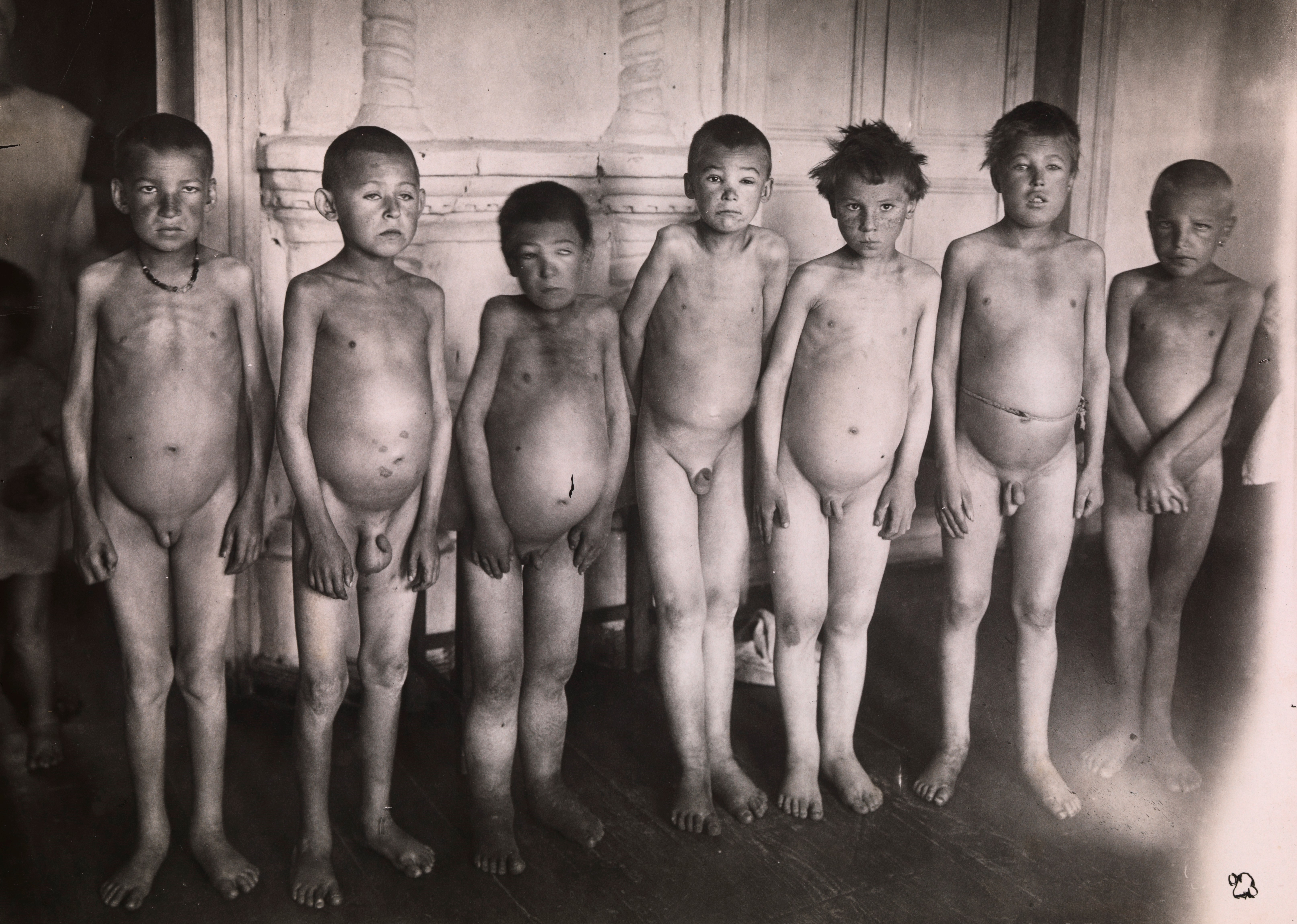
Nens amb cossos inflats (edema, com pot passar en la 3a fase) a causa de la desnutrició, en una residència d'ancians a Stavropol.

A partir del vintè dia de vaga es comencen a consumir els teixits plens de proteïnes musculars. Es produeix una gana desmesurada després d'un gran aprimament i una gran debilitat i després d'una pèrdua d'interès pel menjar durant gairebé tot el dejuni excepte durant els dos o tres primers dies. L'albuminèmia i els edemes són una prova de l'autofàgia i de l'autodigestió proteica. Es pot produir a partir dels 20, 30 o 40 dies (o fins i tot més) i varia en funció de les característiques constitucionals de cada individu.
Es van emprant dues fonts d'energia:
1. proteïnes musculars
2. triglicèrids del teixit adipós

Depenent de cada organisme a partir dels 30 dies la desnutrició afecta tots els sistemes i comença a experimentar-se un cansament desmesurat que pràcticament impedeix parlar. Ja a partir dels quaranta o cinquanta dies, el deteriorament es fa notable pel desgast físic, produint immobilitat i arribant a produir pèrdues de consciència per la falta d'energia. La mort per inanició es pot arribar a produir per falta de reg al cervell o per una fallada cardíaca.
Les reserves energètiques per a un home mitjà de 70 kg de pes i 1,7 m d'alçada. Tenint un metabolisme basal de 40 kcal/h, posseeix un requeriment energètic de 1700 kcal cada 24 h. Tenint una reserva energètica de 125.640 kcal teòricament podria resistir amb un dejuni hídric uns 74 dies.

## Exemples notables
- Mohandas Gandhi popularitzà internacionalment aquesta pràctica dins del seu sistema de lluita no-violenta. Gandhi va emprendre 17 dejunis durant el moviment de llibertat d'India.

- L'any 1981, el dirigent de l'IRA Bobby Sands va fer una tràgica vaga de fam fins a la mort per protestar contra la seva detenció.

- Durant el 2007, el dirigent d'ETA Iñaki de Juana Chaos també va fer una vaga de fam molt mediatitzada a causa d'una fotografia, reclamava el seu alliberament després de complir la seva condemna i ser enjudiciat per altres actes comesos a Espanya.

### Altres exemples
- Stanislav Aseyev, escriptor i periodista ucraïnès, Donetsk
- Golda Meïr, política diplomàtica israeliana, Jerusalem
- Amadeu Casellas, pres anarquista, Espanya
- Zacario Hernández Hernández i altres membres de La Veu del Amate, Mèxic
- Patricia Troncoso, activista per la causa maputxe, Xile
- Dora María Téllez, exguerrillera i política, Nicaragua
- Raúl Castells, dirigent social i polític. Santa Fe, Argentina
- Barry Horne, activista pels drets dels animals, Regne Unit
- Evo Morales, president de Bolívia
- Antonio Ledezma, alcalde del Districte Metropolità de Caracas, Veneçuela tot i que finalment a 48 hores de la vaga ja havia provat un lleuger mos per ordre dels seus metges, després de patir complicacions de salut
- Íngrid Betancourt, després de denunciar la corrupció i les pràctiques no-ètiques del Senat de Colòmbia .
- Guillermo Fariñas Hernández, psicòleg, periodista i dissident cubà. Ha protagonitzat fins a vint-i-tres vagues de fam en protesta pel govern de Fidel Castro primer, i posteriorment de Raúl Castro ; l'última iniciada el 24 de febrer de 2010 com a mesura de protesta per la mort, també a causa d'una vaga de fam, de Orlando Zapata, i per demanar l'alliberament de vint presos polítics malalts a Cuba.[13]
- Oleh Sentsov, cineasta ucraïnès. Rússia
- Lucius Walker, pastor baptista nord-americà i activista social, en protesta per les restriccions de l'embargament imposat pels Estats Units a Cuba
- Jorge Mario González García, pres polític mexicà, estudiant i activista detingut el 2 d'octubre de 2013, va complir 56 dies en vaga de fam.
- Daniel Ceballos, Leopoldo Lopez i altres membres de l'oposició al govern veneçolà, reclamen dates de les eleccions parlamentàries i presència d'organismes internacionals, alliberament dels presos polítics i cessament de la repressió al país. Veneçuela
- Helin Bolek i Ibrahim Gorcek, membres de Grup Yorum[14]

### Als Països Catalans
El capellà i activista catalanista Lluís Maria Xirinacs va realitzar diverses vagues de fam als anys 70, durant el període franquista, demanant l'amnistia dels presos polítics i pel restabliment de les llibertats.
El 2014 Jaume Sastre va fer una vaga de fam de quaranta dies en defensa d'una educació digna en català.
David Raventós i Gaset (Barcelona 1969), llicenciat en dret per la Universitat de Barcelona i activista polític independentista, es declara en vaga de fam el 3 de maig de 2016, per exigir la DUI (Declaració Unilateral d'Independència) per a Escòcia i Catalunya.
L'objectiu de la vaga és denunciar la manca de voluntat real de declarar la independència per part dels polítics que tenen la majoria al Parlament de Catalunya per a declarar-la i no la declaren, i que, per tant, incompleixen la promesa electoral i el mandat del poble expressat a les urnes.
L'1 de desembre de 2018, l'activista social Jordi Sànchez i el polític català Jordi Turull iniciaren una vaga de fam per denunciar la situació judicial dels presos polítics catalans i reclamar al Tribunal Constitucional que contesti els seus recursos paralitzats des de fa un any, impedint així, acudir al Tribunal Europeu de Drets Humans. Dos dies després, Josep Rull i Joaquim Forn es van unir a la vaga de fam.
L'1 d'octubre de 2019, dos anys després del Referèndum sobre la Independència de Catalunya el periodista David Raventós començà una segona vaga de fam indefinida per demanar la Declaració unilateral d'independència de Catalunya i que durà fins al 30 d'octubre.